# St-Jean-Baptiste (Biblisheim)

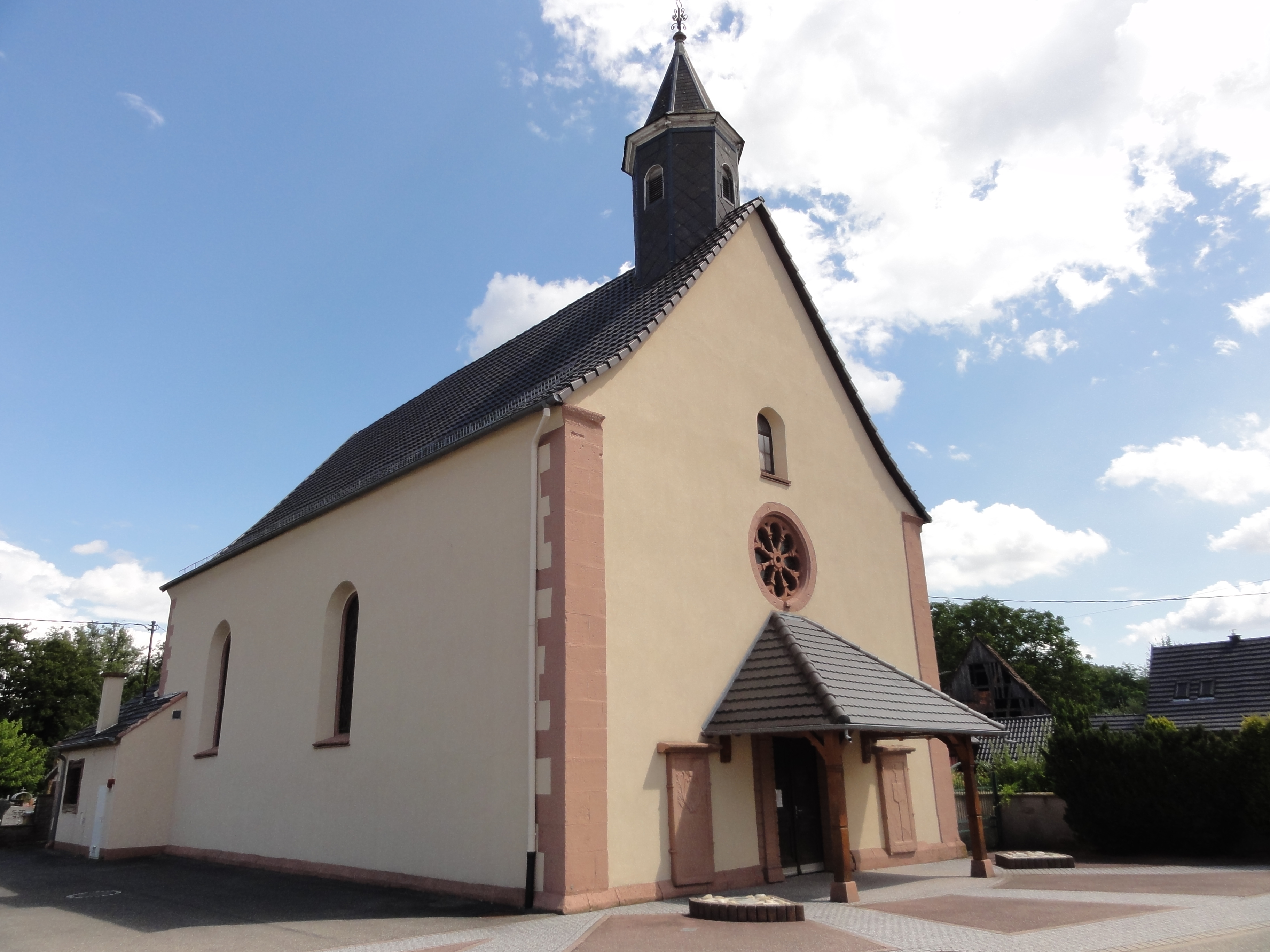
Ansicht von Nordost

Saint-Jean-Baptiste ist die Dorfkirche der französischen Gemeinde Biblisheim im Département Bas-Rhin. Sie ist Johannes dem Täufer geweiht.
Die Kirche wurde 1809 nach der Zerstörung des Benediktinerinnenklosters Biblisheim errichtet. Auf dieses Jahr verweist eine Inschrift über dem Eingangsportal: ANO DNI MDCCCIX HAEC ECCLESIA AEDIFICATA ET – DIE OCTOBRIS BENEDICTA FUIT.
Beim Bau wurden das Baumaterial der abgebrochenen Abtei verwendet, und die zuvor geretteten Teile der Innenausstattung fanden in der neuen Kirche Verwendung, darunter der Hauptaltar von 1724 mit einem drehbaren Tabernakel und zwei großen, Benedikt von Nursia und Scholastika von Nursia darstellenden Statuen sowie die Kanzel von 1736.

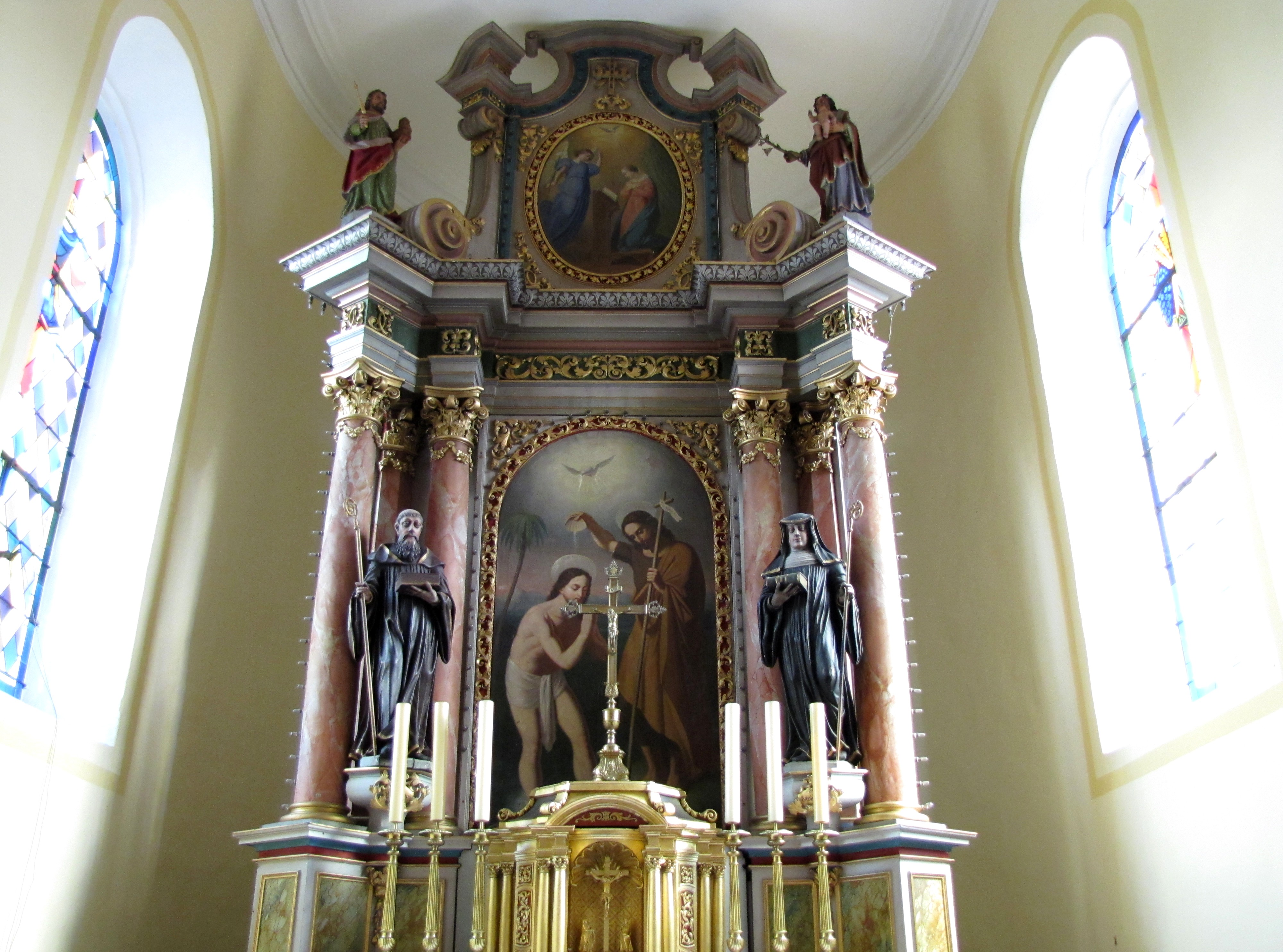
Hauptaltar
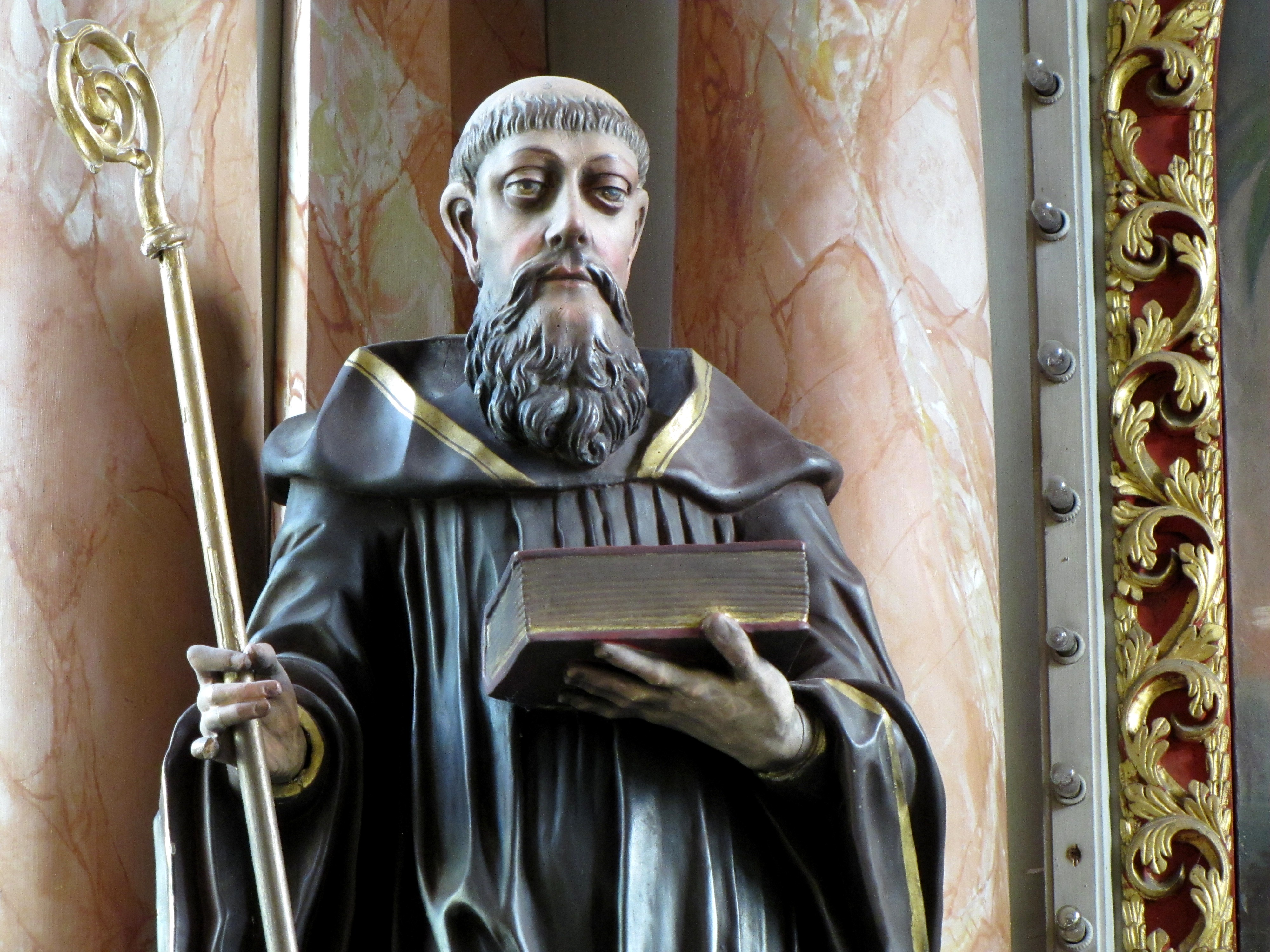
Hl. Benedikt
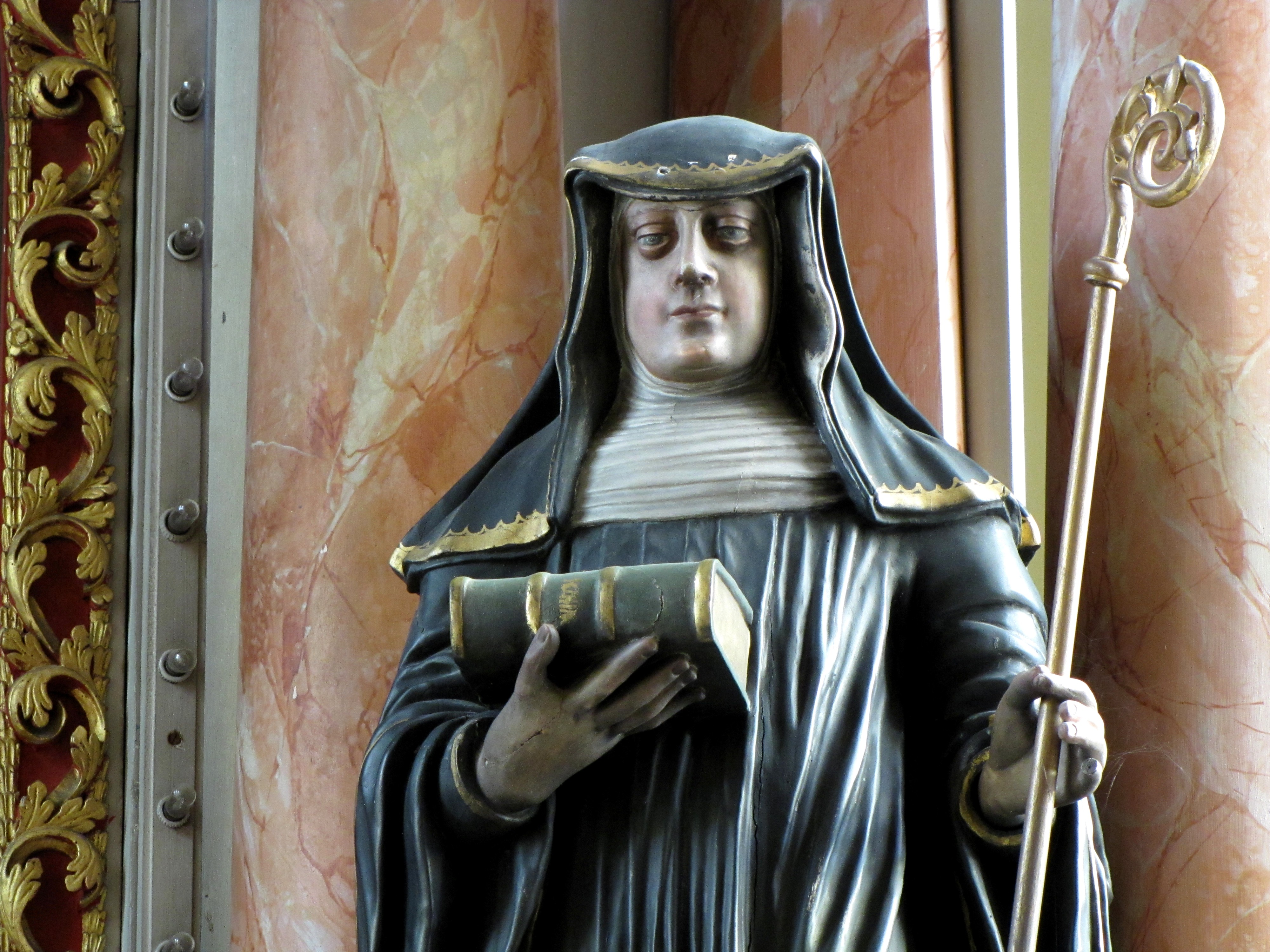
Hl. Scholastika
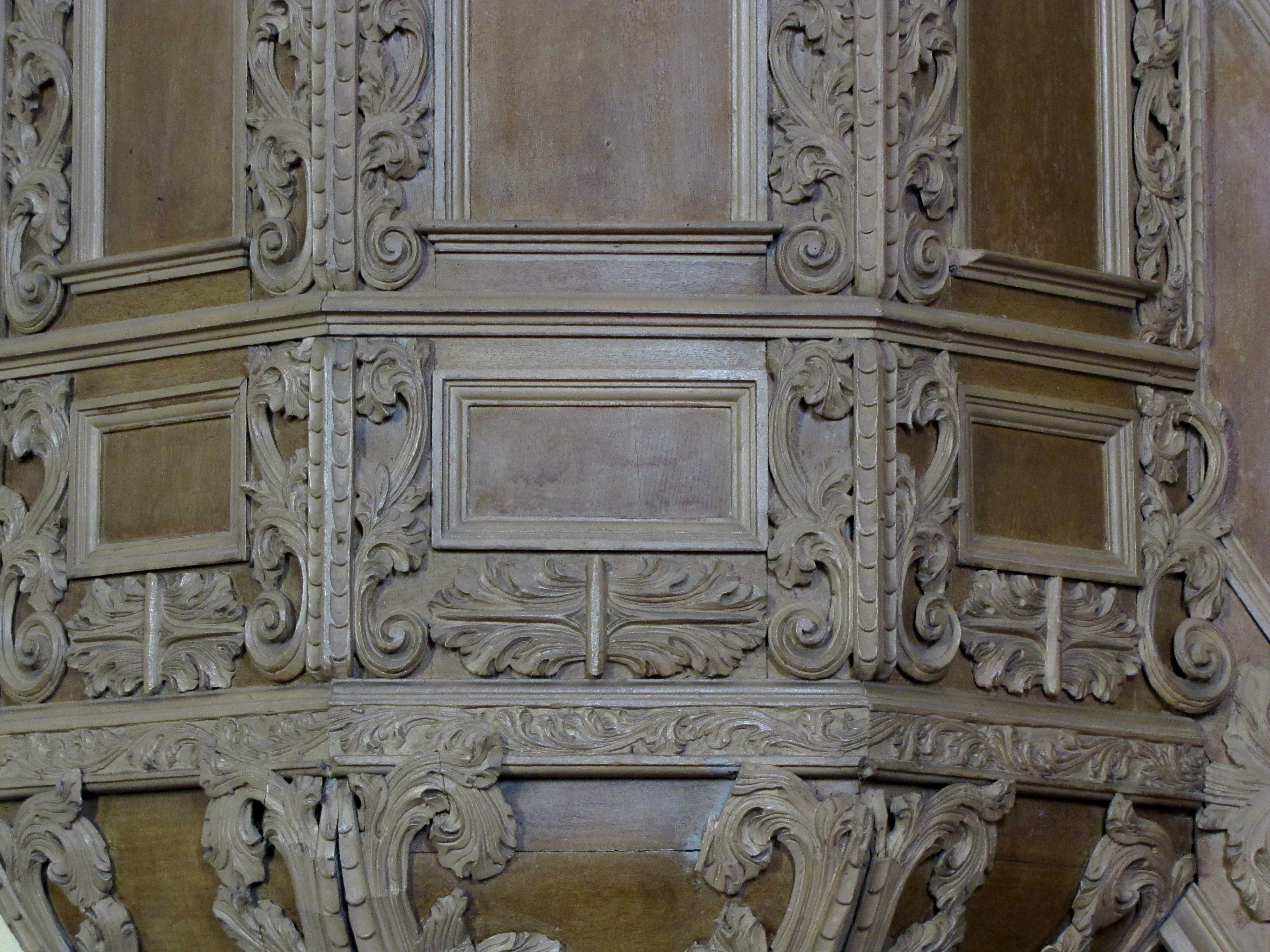
Details der Kanzel